# Jean-Paul de Lascaris-Castellar
Pour les articles homonymes, voir Lascaris (homonymie).
Jean-Paul de Lascaris-Castellar (né le 28 juin 1560 à Castellar et mort le 14 août 1657 à Malte), est le 57e grand maître des Hospitaliers de l'ordre de Saint-Jean de Jérusalem.

## Biographie

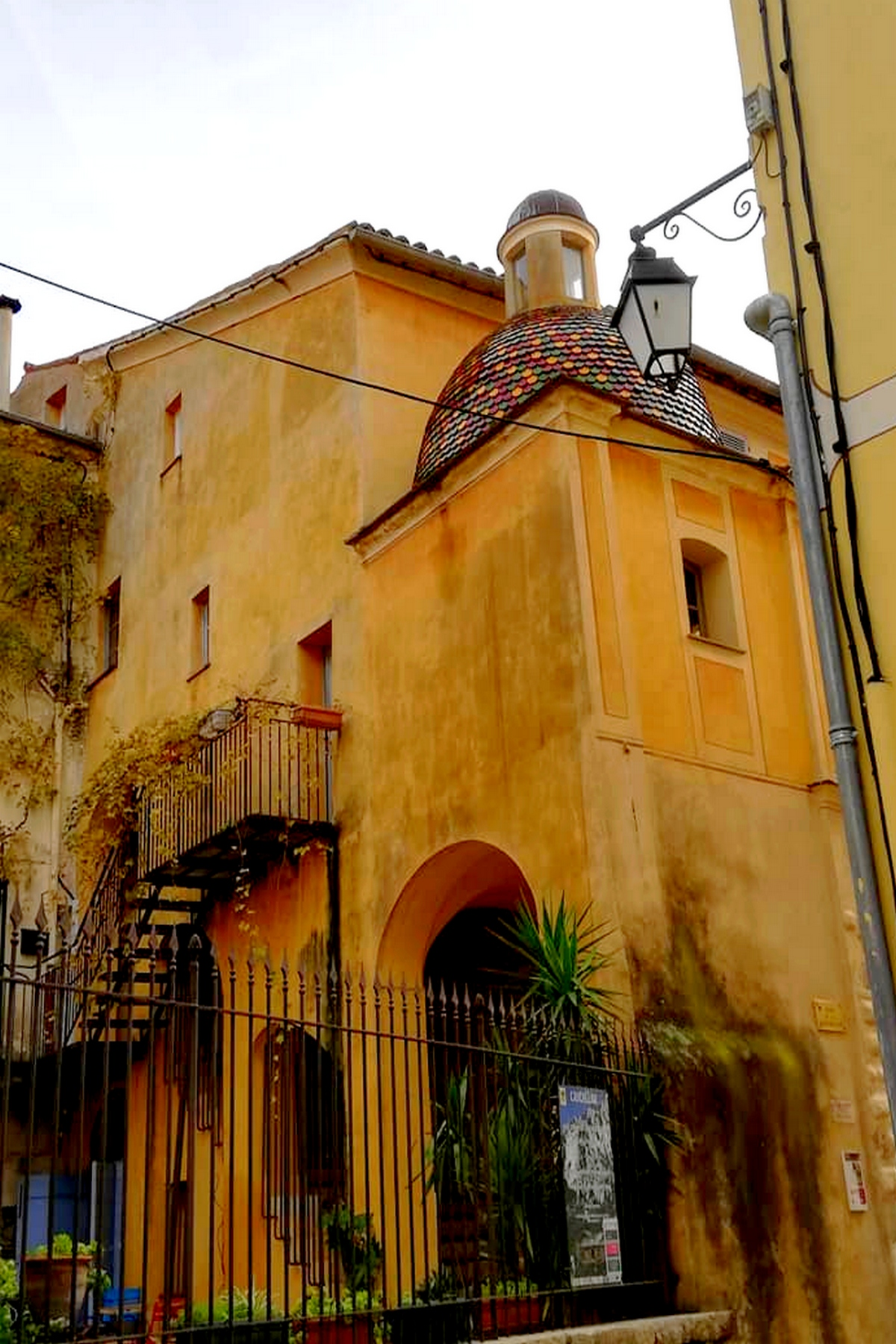
Palais Palazzo Lascaris de Vintimille à Castellar

Jean-Paul de Lascaris-Castellar nait le 28 mai 1560 dans la palazzo Lascaris du village de Castellar. Issu de la noble famille Lascaris de Vintimille, il est le fils du comte de Castellar Giovanni Jean Lascaris di Ventimiglia-Castellar (1532/1577) et de Francesca Lascaris di Ventimiglia-de Berre Chateauneuf.
Il devint en 1584 chevalier de l'ordre de Saint-Jean de Jérusalem dans la Langue de Provence. Il fut ensuite successivement bailli de Manosque, sénéchal de Malte et enfin le 57e grand maître en 1636 jusqu'à sa mort à Malte le 14 août 1657.
Durant son règne, il dut gérer de nombreux problèmes diplomatiques, et déjouer les entreprises d'Urbain VIII, du roi de Pologne Ladislas IV, et de l'Espagne contre l'ordre de Saint-Jean de Jérusalem. Il combattit les corsaires et les Ottomans avec avantage, et secourut Candie assiégée par ces derniers.
Il acquit en 1651 pour l'Ordre l'île Saint-Christophe aux Antilles. Celle-ci fut cédée par l'Ordre à la compagnie française des Indes occidentales en 1665. Il établit à Malte une bibliothèque publique.
On peut encore voir à Malte son mausolée dans la chapelle de Provence de la co-cathédrale Saint-Jean à La Valette.

### Les Tours Lascaris
La tour de Lippija, située à l'est de La Valette, fut la première des tours Lascaris. La seconde fut celle de Għajn Tuffieħa.
En 1637, Lascaris fit ériger une série de tours pour fortifier l'île de Malte, aujourd'hui connues sous le nom de tours Lascaris. Ces tours furent conçues et construites par l'architecte militaire pontifical Vincenzo Maculani. La batterie Lascaris (aussi appelée Fort Lascaris ou Bastion Lascaris) établie en 1854 par les britanniques à l'est de La Valette, fut nommée en son honneur.
Martin de Redin, qui succéda à Lascaris comme Grand Maître de l'Ordre, fit ériger d'autres tours ; l'ensemble de ces fortifications est souvent appelé les tours De Redin.

### Sources bibliographiques
- Bertrand Galimard Flavigny (2006) Histoire de l'ordre de Malte, Perrin, Paris.